# Legió V Iovia
La Legió V Iovia va ser una legió romana creada per Dioclecià (284-305) a finals del segle iii que encara estava operativa a inicis del segle v. El seu cognomen es refereix a Júpiter, el déu de qui Dioclecià (que era conegut amb l'epítet de «Jovià» l'home que s'assembla a Júpiter) era especialment devot i amb el que s'identificava.
Tenia el seu campament al Castellum Onagrinum, una fortificació romana a la riba esquerra del Danubi, i juntament amb la legió IV Flavia Felix, situada a Singidúnum, i la VI Herculia amb el campament a Teutiburgium defensaven la ciutat de Sírmium, capital de la Pannònia Segona. La Notitia Dignitatum la situa en aquell lloc a inicis del segle v.
És possible que alguns legionaris escollits d'aquesta legió i de la VI Herculia formessin els Jovians i herculans, la guàrdia personal de Dioclecià, que es va mantenir com a protecció dels emperadors durant molt de temps.